# ميورة هرية
ميورة هرية أو ميورة قطية (بالإنجليزية: Ureaplasma cati)‏ هي نوع من البكتيريا، بكتيريا إيجابية الغرام، تتبع الميورة.